# 福田充德
福田充德（1975年8月11日—），為日本搞笑藝人，京都府京都市出生，為吉本興業旗下藝人，所屬搞笑藝人團體チュートリアル。

## 略歷
福田充德為京都府京都市出身，雙親為公務員。大阪學院大學經濟部畢業。得知從小一起長大的友人德井義實的搞笑團體「チューイング」解散後，即邀請德井組成搞笑團體「チュートリアル」，並在2006年得到了日本M-1大賽的優勝。
福田的搭檔德井為吉本綜合藝能學院（NSC）的第13期學生，但福田本身則沒有進入NSC，他的搞笑藝人歷也是從1998年才開始，所以雖和德井同團體，但在搞笑藝人的輩份上是比德井晚三年的後輩，因此會出現有些藝歷在兩人之間的人稱德井為「德井さん」，但對福田就直接稱呼「福田」（不加敬稱）的情況。
現在以搞笑藝人和主持人等各種不同角色活躍於演藝圈中。由于对摩托车的热情和了解，从2012年开始参与MOTO GP的赛事解说。2016年6月，与圈外人女友结婚。

## 演出作品
只列出單獨演出作品，團體的演出作品請參考チュートリアル。

### 日劇
- 無理な恋愛（2008年4月 - 6月、關西電視台）飾演 水田一郎
- リセットRESET（2009年1月15日、讀賣電視台製作．日本電視台放送）飾演 福田充徳

### DVD
- 「アメトーーク!DVD2」（ホテルアイビス芸人）

### LIVE EVENT
- 悪い唇～ゴシップについて語ろうか８～（2009年10月20日）